# القويع (صبر الموادم)

تعديل مصدري - تعديل

القويع  هي إحدى قرى مديرية صبر الموادم بمحافظة تعز اليمنية، بلغ تعداد سكانها 1542 نسمة حسب التعداد السكاني في اليمن في 2004.